# Fairlee (Vermont)
Fairlee ist eine Town im Orange County des Bundesstaates Vermont in den Vereinigten Staaten mit 988 Einwohnern (laut Volkszählung von 2020).

## Geografie

### Geografische Lage
Fairlee liegt im Osten des Orange Countys, an der Grenze zu New Hampshire. Diese wird gebildet durch den Connecticut River, der Grenzfluss zwischen Vermont und New Hampshire ist. Zentral in Fairlee liegt der Lake Morey und im Südwesten der Lake Fairlee. Die Oberfläche ist hügelig. Die höchste Erhebung ist der 524 m hohe Bald Top im Fairlee Town Forest.

### Nachbargemeinden
Alle Entfernungen sind als Luftlinien zwischen den offiziellen Koordinaten der Orte aus der Volkszählung 2010 angegeben.
- Norden: Bradford, 4,0 km
- Osten: Orford (New Hampshire), 13,3 km
- Süden: Thetford, 8,2 km
- Westen: West Fairlee, 4,5 km

### Klima
Die mittlere Durchschnittstemperatur in Fairlee liegt zwischen −9,44 °C (15 °Fahrenheit) im Januar und 18,3 °C (65 °Fahrenheit) im Juli. Damit ist der Ort gegenüber dem langjährigen Mittel der USA um etwa 9 Grad kühler. Die Schneefälle zwischen Mitte Oktober und Mitte Mai liegen mit mehr als zwei Metern etwa doppelt so hoch wie die mittlere Schneehöhe in den USA. Die tägliche Sonnenscheindauer liegt am unteren Rand des Wertespektrums der USA, zwischen September und Mitte Dezember sogar deutlich darunter.

## Geschichte

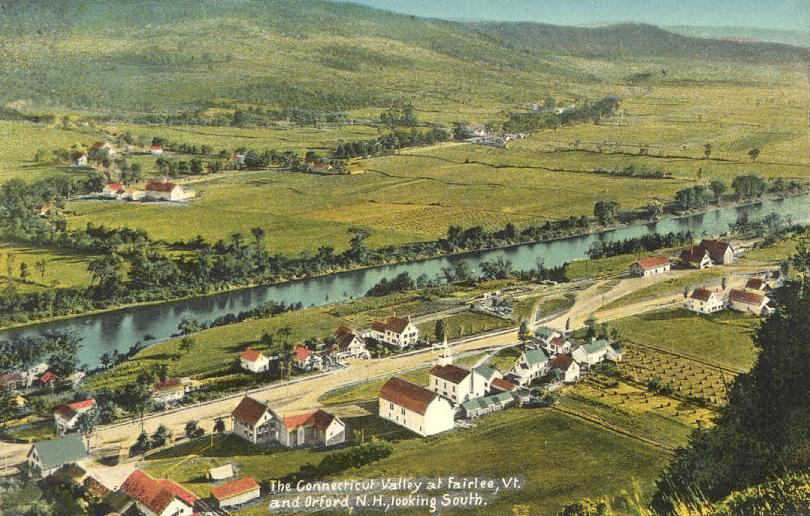
Fairlee etwa 1907

Benning Wentworth vergab den Grant für Fairlee am 9. September 1761 an Josiah Chauncey, Joseph Hubbard und weiteren. Der Grant von Fairlee gehörte zu den New Hampshire Grants. Er umfasste auch das Gebiet der heutigen Town West Fairlee. Die Besiedlung startete 1766, der erste Siedler in Fairlee war John Baldwin. 1797 wurde der westliche Teil abgespalten und die Town West Fairlee gegründet. Die Grenze zwischen den Towns verläuft in nordsüdlicher Richtung und führte durch das Zentrum der ursprünglichen Town.
1809 setzte Samuel Morey Hechte aus einem See in Rumney, New Hampshire, in den Lake Morey, der nach ihm benannt wurde, ein. Kurz darauf verabschiedete die Regierung von Vermont einen Erlass, der für zwei Jahre das Fischen im See verbot. So konnte sich eine stabile Population bilden.
Das Fairlee Railroad Depot wurde im Jahr 1848 gebaut. Es ist ein eingeschossiges Holzrahmengebäude mit einer einfachen Struktur. Es befindet sich im Village von Fairlee und ist angeschlossen an die Strecke der Boston & Maine Railroad. Seit 1972 ist das Gebäude nicht mehr in Betrieb.

### Einwohnerentwicklung
| Jahr      | 1700 | 1710 | 1720 | 1730 | 1740 | 1750 | 1760 | 1770 | 1780 | 1790 |
| --------- | ---- | ---- | ---- | ---- | ---- | ---- | ---- | ---- | ---- | ---- |
| Einwohner |      |      |      |      |      |      |      |      |      | 463  |
| Jahr      | 1800 | 1810 | 1820 | 1830 | 1840 | 1850 | 1860 | 1870 | 1880 | 1890 |
| Einwohner | 386  | 983  | 1143 | 656  | 644  | 575  | 549  | 416  | 469  | 398  |
| Jahr      | 1900 | 1910 | 1920 | 1930 | 1940 | 1950 | 1960 | 1970 | 1980 | 1990 |
| Einwohner | 438  | 438  | 459  | 456  | 535  | 571  | 569  | 604  | 770  | 883  |
| Jahr      | 2000 | 2010 | 2020 | 2030 | 2040 | 2050 | 2060 | 2070 | 2080 | 2090 |
| Einwohner | 967  | 977  | 988  |      |      |      |      |      |      |      |

## Wirtschaft und Infrastruktur

### Verkehr
Durch die Town führt in nordsüdlicher Richtung die Interstate 91 von Bradford im Norden nach Thetford im Süden. Östlich von der Interstate verläuft der U.S. Highway 5 ebenfalls in nordsüdlicher Richtung. Die Vermont Route 224 zweigt vom Highway in westlicher Richtung nach West Fairlee ab. Die Bahnstrecke White River Junction–Lennoxville hatte eine Haltestelle in Fairlee.

### Öffentliche Einrichtungen
Es gibt kein Krankenhaus in Fairlee. Das Gifford Medical Center in Randolph oder das Dartmouth-Hitchcock Medical Center in Hanover sind die nächstgelegenen Krankenhäuser.

### Bildung
Fairlee gehört zum Rivendell Interstate School District, zu dem Schulen in Vermont und New Hampshire gehören. In Fairlee befindet sich die Samuel Morey Elementary School, mit Klassen von Pre-Kindergarten bis zur sechsten Schulklasse. Etwa 175 Schülerinnen und Schüler der Towns Orford in New Hampshire und Fairlee, Vermont besuchen die Schule.
In Fairlee befindet sich die Fairlee Public Library. Die Bibliothek liegt am Highway 5. Gegründet wurde sie im Jahr 1894 und sie startete mit 182 Büchern, davon wurden 103 durch den Bundesstaat Vermont gespendet und 79 privat.

## Persönlichkeiten

### Söhne und Töchter der Stadt
- George W. Morrison (1809–1888), Politiker, Abgeordneter im US-Repräsentantenhaus

### Persönlichkeiten, die vor Ort gewirkt haben
- Richard W. Mallary (1929–2011), Politiker, Abgeordneter im US-Repräsentantenhaus
- Samuel Morey (1762–1843), Erfinder, arbeitete am Verbrennungsmotor und Pioneer der Dampfschifffahrt
- Nathaniel Niles (1741–1828), Politiker, Abgeordneter im US-Repräsentantenhaus